# Louis Ignacio-Pinto
Louis Ignacio-Pinto (Porto-Novo, 21 juni 1903 - Dourdan, 24 mei 1984) was een rechtsgeleerde, diplomaat en politicus uit Benin, dat een deel van zijn leven de naam Republiek Dahomey droeg en deel uitmaakte van de Franse kolonie Frans-West-Afrika. Van 1947 tot 1955 was hij vertegenwoordiger van Dahomey in de Franse senaat en van 1967 tot 1970 president van het hooggerechtshof. Van 1970 tot 1979 was hij rechter van het Internationale Gerechtshof.

## Levensloop
Ignacio-Pinto studeerde in Dahomey, Nigeria, en Frankrijk (Lyon en Bordeaux) en sloot zijn studie af met een graad in literatuur en een doctoraat in rechtsgeleerdheid. Aansluitend bracht hij enkele jaren door in Parijs en Engeland.
Tijdens de Vierde Franse Republiek was hij van januari 1947 en 1955 senator voor Dahomey in de Conseil de la République en behoorde hij tot de groep van onafhankelijke vertegenwoordigers van de Franse overzeese gebieden, de Groupe des Indépendants d'Outre-Mer.
Later werkte hij als ambassadeur van Dahomey in de Verenigde Staten en als gevolmachtigd gezant en vertegenwoordiger bij de Verenigde Naties. Van 1967 tot 1969 maakte hij deel uit van de Commissie voor Internationaal Recht. Daarnaast werd hij in januari 1967 benoemd tot president van het hooggerechtshof. Deze functie oefende hij uit tot januari 1970. Aansluitend trad hij aan als rechter van het Internationale Gerechtshof in Den Haag en bleef hier de volledige ambtstermijn tot 1979 in dienst.
Ignacio-Pinto werd als Grootofficier opgenomen in de Ordre National de la République du Bénin en het Franse Legioen van Eer. Hij overleed in 1984.